# Владислав Лянце
Владислав Елійович Лянце (пол. Władysław Lance; 19 листопада 1920, Варшава — 29 березня 2007, Львів) — львівський математик, професор Львівського університету.

## Біографія
Народився 19 листопада 1920 року у Варшаві. Починаючи зі шкільного віку, майже все його життя пов'язане зі Львовом. Навчався спочатку шість років у класичній польській гімназії імені Яна Кохановського (нині — Львівський художній ліцей), що на вул. Хотинській, 6, а згодом — два роки в природничо-математичному ліцеї при гімназії № 12.
У січні 1940 року був зарахований на перший курс фізико-математичного факультету Львівського університету. Тут він слухав лекції М. Зарицького (математичний аналіз), В. Орліча (алгебра), С. Мазура (диференціальна геометрія), Ю. Шаудера (теоретична механіка), відвідував семінари Стефана Банаха. Його однокурсниками були М. Й. Вішік і А. В. Штраус.
На другому курсі він довів теорему, посилання на яку є у виданні «Шкоцької книги» Mauldina. Вона дає відповідь на поставлену проблему Е. Шпільрайна (Марчевського). Про це написав Е. Шпільрайн в своїй статті опублікованій в 1945 році у «Fundamenta Mathem.».
В час війни він працював на будівництві і нафтовій промисловості у Башкирії, учителював. В 1945—1948 роках продовжив навчання у Львівському державному університеті імені Івана Франка. З 1 серпня 1946 року його призначили лаборантом кафедри теорії функцій, якою керував професор О. Кованько. У 1947 році була опублікована його перша наукова робота з теорії майже періодичних функцій, виконана під керівництвом Олександра Кованька.
З 1948 року В. Лянце працював у Львівському політехнічному інституті, водночас навчавсь в аспірантурі під керівництвом Я. Б. Лопатинського. У квітні 1951 року він захистив кандидатську дисертацію на тему «О корректности постановки некоторых задач математической физики». У наступні роки наукові інтереси В. Лянце були скеровані головно у напрямі функціонального аналізу.
Теорія узагальнених спектральних операторів, а також її застосування до дослідження несамоспряжених операторів Штурма-Ліувілля на півосі становила основи докторської дисертації «Некоторые вопросы спектральной теории несамоспряженых операторов в гильбертовом пространстве», яку він успішно захистив 1964 року у Московському університеті.
З 1964 року В. Лянце працює в університеті, як доцент (1964), професор кафедри геометрії (1965—1971), завідувач кафедри математичного аналізу (1971—1973), завідувач кафедри теорії функцій та функціонального аналізу (1973—1991), професор кафедри.
З початком праці В. Лянце в університеті збігається початок роботи організованого ним Львівського міського семінару зі спектральної теорії лінійних операторів.
Поряд з теорією узагальнених спектральних операторів його цікавлять теорія оптимального керування, деякі задачі пружності і інше. У 1980 році В. Лянце почав вивчати, а згодом — викладати науковим працівникам і студентам нову математичну науку — нестандартний аналіз. Центр його наукових інтересів неухильно зміщується у бік нестандартного аналізу. До цієї тематики він залучив і групу своїх учнів.
Помер В. Лянце 29 березня 2007 року.

## Науковий доробок
Про заслуги В. Лянце свідчать більше 130 наукових праць, три монографії, серед його учнів близько 20 докторів і кандидатів наук.
- Lyantse V. E., Karabyn O. O. On operator of multiplication by theindependent variable // Вісник Львівського університету, серія механіко-математична. — 1998. — Вип. 51. — С. 128—133.
- Lyantse W., Karabyn O. Nearstandard bases in Hilbert space // Book of abstracts International conf. ded. to J.P. Schauder. — Lviv. — 1999. — P. 133.
- Лянце В. Э. Аналог обратной задачи теории рассеяния для несамосопряженного оператора // Мат. сб. — 1967. — 72(114), № 4. — С. 537—557.
- Лянце В. Э. Об одном обобщении понятия спектральной меры //Мат. сб. — 1963. — 61(103), № 1. — С. 80–120.
- Лянце В. Э. Несамосопряженный дифференциальный операторвторого порядка на полуоси // В кн.: Наймарк М. А. Линейные дифференциальные операторы. — М.: Наука, 1969. — С. 443—498.
- Лянце В. Э. О дифференциальном операторе со спектральными особенностями // Мат. сб.: 1) — 1964. — 64, № 4. — С. 521—561.;2) — 1964. — 65, № 1. — С. 47–103.
- Лянце В. Э. Распространение L-преобразования Фурье на функции с локально интегрируемым квадратом // Докл. АН СССР. — 1964. — 158, № 5. — С. 1026—1029.
- Лянце В. Э. Обратная задача для несамосопряженного оператора // Докл. АН СССР. — 1966. — 166, № 1. — С. 30—33.
- Лянце В. Э. Некоторые вопросы спектральной теории несамосопряженных операторов в гильбертовом пространстве: Автореф. дис. … докт. физ.-мат. наук. — Москва, 1964. — 16 с.
- Лянце В. Э. Разложение по собственным фукциям несамосопряженного оператора // Тез. кратких науч. сообщ. междунар. Конгресса математиков: Секц. 5 (Москва, 1966. — С. 61—62.
- Лянце В. Э. Несамосопряженное одномерное возмущение оператора умножения на независимое переменное // Докл. АНСССР. — 1968. — 182, № 5. — С. 1010—1014.